# Senne
Senne (nizozemsky Zenne) je název pro říčku, která protéká belgickou metropolí Brusel. Je přítokem řeky Dyle a později Šeldy. Řeka teče severo-jižním směrem a dlouhá je 103 km.
Vodní tok byl až do 19. století integrální součástí města Bruselu. Vzhledem k silnému znečištění během období industrializace, šíření nemocí a dalších nežádoucích jevů bylo nicméně rozhodnuto o svedení řeky do podzemí, kde zůstala do současné doby. Řeka procházela městem přibližně ve směru třídy Anspach v západní polovině města. Dnes je zakryta zhruba v úseku od nádraží Gare du Midi až po Schaerbeek. Dále po proudu byla do potrubí svedena částečně i v obci Vilvoorde.
Řeka byla využívána také k svádění odpadních vod, zavedení čištění odpadních vod a výstavba nových čističek však tento problém odstranily.
Kosatec žlutý, který se nachází na logu města Bruselu, odkazuje na častý výskyt této květiny v původních bažinatých březích řeky.